# Federación Deportiva
Federación Deportiva es un club atlético dedicado al básquet, entre otras disciplinas. Se ubica en la ciudad de Comodoro Rivadavia. Se destaca principalmente a nivel regional y local por ser uno de los más prestigiosos de la ciudad del Chenque. Milita en el torneo local de Comodoro Rivadavia y en la Liga Patagónica de básquet (Región Sur).

## Historia
El club nació en el apogeo de la extinta empresa estatal YPF, como centro de recreación para jóvenes y adultos vinculados a la antes mencionada organización. En sus inicios el fuerte de esta institución era las distintas disciplinas deportivas; así “La Fede” organizó varios certámenes atléticos desde su fundación a fines de la década del ’20.
La repercusión que tenía este deporte entre sus asociados, que durante las Olimpíadas Argentinas de 1940, Valentín Gonzalo, representando a Federación Deportiva, obtuvo el primer título Argentino al ganar los 200 metros llanos.
Durante sus primeras décadas se volvió unos de los principales exponentes de la región en materia deportiva. El atletismo tiene una rica historia en Federación Deportiva, practicándose en esta institución aún antes del nacimiento del atletismo federado en 1945, año en que se fundó la Federación de Atletismo de Comodoro Rivadavia.
Con la llegada del menemismo al poder, se produjo la privatización de YPF, por lo que el club terminaría pasando a manos de la municipalidad de Comodoro Rivadavia. Luego de su entrega a nuevos dueños, este club se reactivaría.

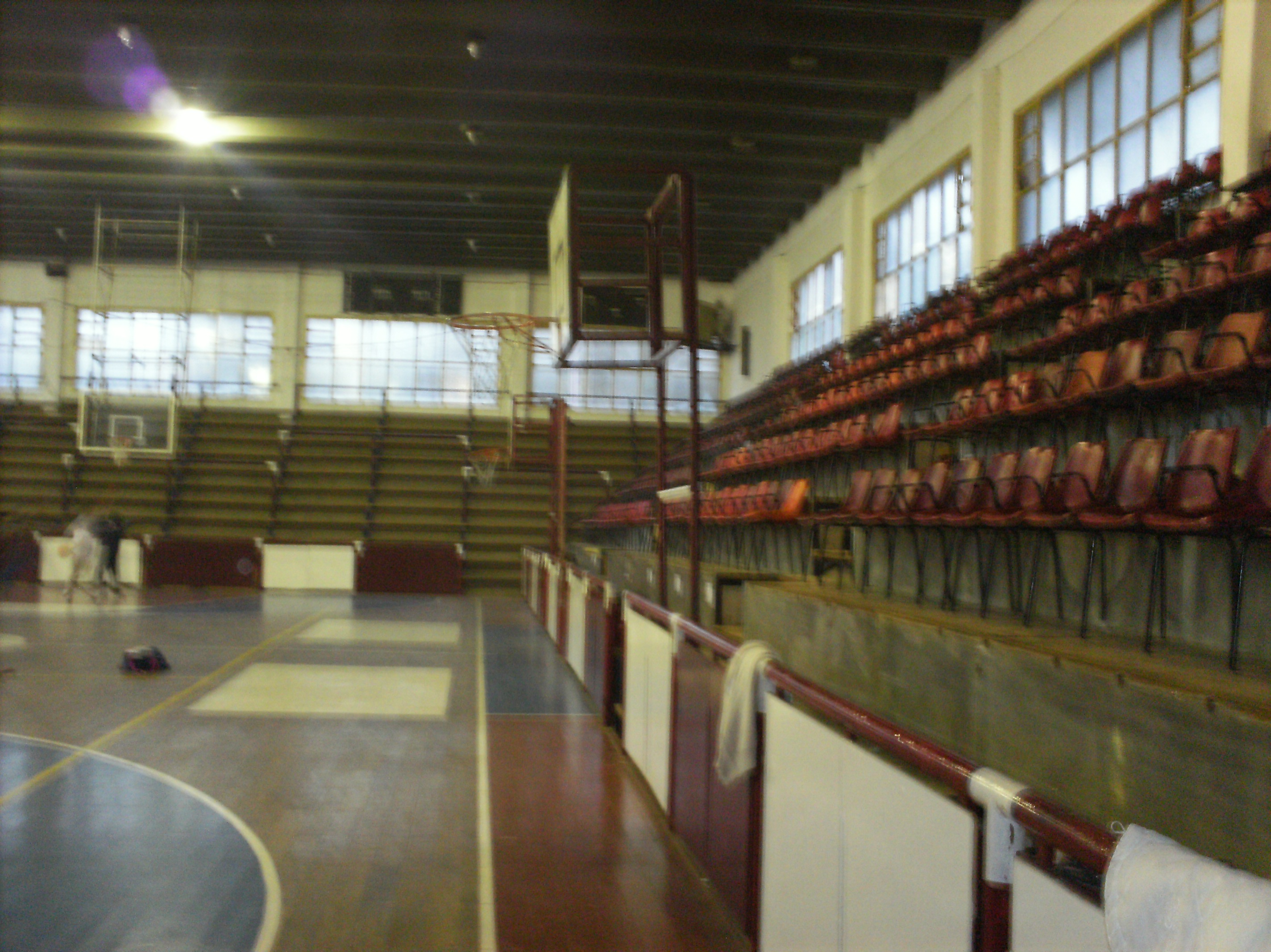
Vista parcial de la cancha de la "Fede", uno de los importantes de Comodoro.

### Actualidad
En la Liga Patagónica De Básquet (2006), el club no ha tenido un buen pasar ya que terminó en séptima posición y no llegó a clasificar a la siguiente fase. Para 2011 Federación Deportiva de Comodoro Rivadavia abrió una escuela de atletismo destinada a jóvenes desde los 11 años. Arrancó a principios de marzo y es dirigida por el profesor Rodrigo Pérez, extécnico de Ornella Sosa Larrauri, la juvenil comodorense que se consagró campeona argentina de salto en alto la temporada pasada. De este modo, la institución del barrio General Mosconi presenta un innovador proyecto para relanzar su cantera. Busca iniciar así un movimiento de captación de jóvenes atletas que, en el mediano plazo, podrían volver a posicionar a Comodoro Rivadavia como el principal polo atlético de Chubut.
El club tuvo una gran campaña en 2022 en playoffs de la liga federal de básquet, correspondiente a la tercera categoría de este deporte en la Argentina. En esa ocasión cayó 2 a 1 ante Deportivo Roca.

## Datos
- El clásico rival del Federación Deportiva es nada más y nada menos que Gimnasia y Esgrima (Comodoro Rivadavia) y se lo considera así porque es el duelo de los dos equipos más poderosos y tradicionales de Comodoro Rivadavia.

- Federación Deportiva tiene en su posesión más de 30 trofeos de básquet.

- El Club posee aparte de un estadio para las actividades, un gimnasio en su primer piso.

- En sus comienzos, el nombre de la institución poseía las siglas "YPF" al final de su nombre.

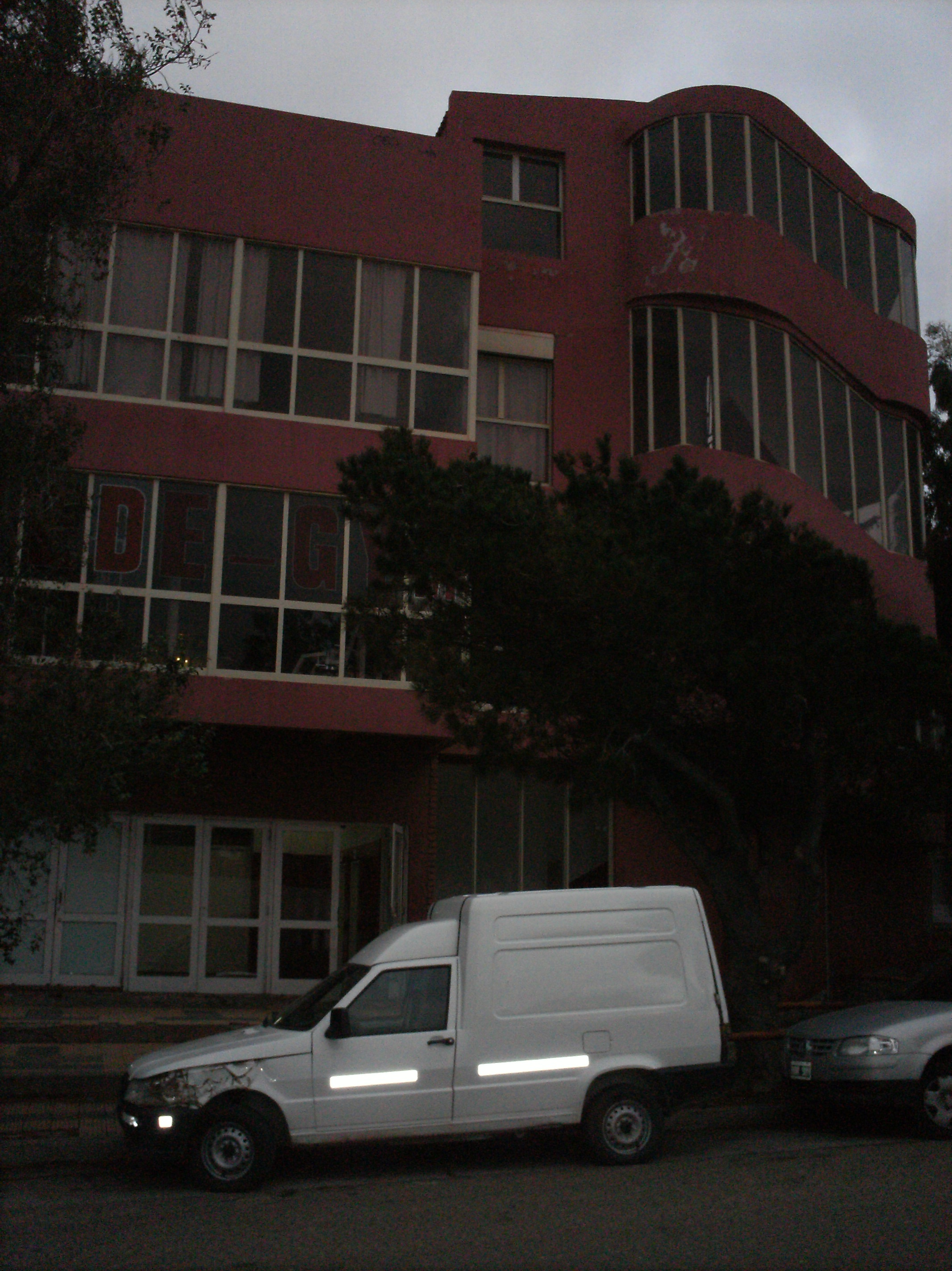
Vista del edificio de la Federación, construido por la ex YPF para el esparcimiento deportivo de sus operarios.